# 2004 aux échecs
| Années des échecs : 2001 - 2002 - 2003 - 2004 - 2005 - 2006 - 2007    |
| Décennies des échecs : 1970 - 1980 - 1990 - 2000 - 2010 - 2020 - 2030 |

Cet article présente les faits marquants de l'année 2004 aux échecs.

## Événements majeurs
- mars : à Dresde, le championnat d’Europe féminin est remporté par la russe Alexandra Kosteniuk
- 14/31 mai : 5e championnat d’Europe masculin organisé par l’European Chess Union, formule open en 13 rondes voit la victoire de Vasily Ivanchuk après départage face à Predrag Nikolić
- 18 juin/13 juillet : championnat du monde FIDE à Tripoli, à élimination directe, voit la victoire de Kasimdzhanov
- Juin 2004 : championnat du monde féminin à Elista – victoire de la bulgare Antoaneta Stefanova[1].
- 25 sept/18 octobre : le Championnat du monde d'échecs 2004 (classique) oppose Vladimir Kramnik à Péter Lékó à Brissago en Suisse. Kramnik conserve son titre en réalisant le match nul
- 14/31 octobre : Palmarès des 36e olympiade d’échecs aux Baléares

chez les hommes, victoire de l’ Ukraine devant la  Russie et l’ Arménie
chez les femmes, la  Chine devance les  États-Unis et la  Russie

## Tournois et opens

### 1ertrimestre
- 2-4 janvier : le 14e mémorial Paul Kérès de Tallinn en parties rapides est remporté par  Alexeï Chirov 5,5/7
- 10-25 janvier : Au tournoi de Wijk aan Zee (catégorie 19)

1er Viswanathan Anand 8,5/13
2-3e Péter Lékó et Michael Adams 8/13
4-5e Veselin Topalov et Viktor Bologan
- 15-25 janvier : Tournoi des Bermudes en double ronde (catégorie 16) voit la victoire de Giovanni Vescovi 7/10 devant Boris Gelfand 6,5/10
- 27 janvier-5 février : Nigel Short gagne le tournoi de Gibraltar
- 17-26 février : 3e open de l’Aeroflot à Moscou – victoire au départage de Rublevsky
- 19 février-5 mars : Tournoi de Linares en double ronde (catégorie 20)

1er Vladimir Kramnik 7/12
2-3e Péter Lékó et Garry Kasparov 6,5/12
4-5e Teimour Radjabov et Veselin Topalov 6/12
- 28 février-6 mars : Ievgueni Naïer remporte l’open de Cappelle-la-Grande au départage
- 1-3 mars : open de Reykjavik en parties rapides voit la victoire de Viktor Bologan
- 8-18 mars : Le mémorial Tigran Petrossian (catégorie 13) voit la victoire de Karen Asrian 6/9
- 17-26 mars : le 5e tournoi Karpov de Poïkovski (catégorie 17) est gagné par Aleksandr Grichtchouk 6/9 devant Serguei Roublevsky 6/9 au départage
- 7-21 mars : à Reykjavik, l’Open est gagné par Alexey Dreev, alors qu’au super-tournoi de parties rapides, Garry Kasparov bat Nigel Short en finale
- 20 mars-1er avril : le Melody Amber (combiné parties rapides et parties en aveugle) de catégorie 19 est gagné par Morozevich et Vladimir Kramnik 14,5 devant Viswanathan Anand 13,5 et Vasily Ivanchuk 13
- 25 mars-2 avril : Vadim Milov gagne l’open de Dos Hermanas

### 2etrimestre
- 10/18 avril : Gourevitch gagne l’open de Metz
- avril : le tournoi de Bastia est remporté par Hicham Hamdouchi
- 18/21 mai le tournoi Bosna de Sarajevo (catégorie 15) est remporté par Alexei Chirov 7,5/9
- 10/18 juin : Au tournoi de Salou – victoire ex æquo de Moskalenko et Kogan

### 3etrimestre
- 5-13 juillet : Bauer et Hamdouchi partagent la première place à l’open de Montpellier
- 14-26 juillet : Open de Dresde – 1er ex æquo Sergey Erenburg et Roman Slobodjan
- 19-29 juillet : tournoi de Bienne en double ronde (catégorie 18) – victoire d'Alexander Morozevitch 7,5/10 devant Krishnan Sasikiran 6/10
- 22 juillet-1er août : 32e édition du tournoi de Dortmund – les candidats sont répartis en deux tournois double ronde, les deux premiers participants aux demi-finales

Finale : Viswanathan Anand bat Vladimir Kramnik
match pour la 3e place : Peter Svidler bat Péter Lékó
- 24 juillet-1er août : Almira Skripchenko remporte le fort tournoi de la North Urals Cup
- 26 juillet-1er août : Andreï Sokolov emporte l’open de Cannes
- août: Friso Nijboer remporte l’open d’Amsterdam
- 15-20 septembre:  au tournoi des Youngs Masters de Lausanne, Luke McShane bat en finale Shakhriyar Mamedyarov

### 4etrimestre
- 25 oct/4 novembre : Premier circuit corse

Corsica Masters – victoire en finale d’Viswanathan Anand face à Serguei Roublevsky
Super tournoi blitz – victoire de Veselin Topalov sur Serguei Rublevsky
L’open en parties rapides voit la victoire d'Étienne Bacrot 8,5/9
L’open de Bastia revient à Arthur Youssoupov au départage
- 15/27 novembre : le championnat de Russie à Moscou offre un tournoi de catégorie 18 ; il est remporté par Garry Kasparov 7,5/10 devant Aleksandr Grichtchouk 6/10
- 18/27 novembre : victoire de Pavel Smirnov au mémorial Petrossian à Erevan
- 26/27 novembre : au mémorial Kérès, tournoi fermé en parties rapides, Anand fait un carton plein 5/5
- 8/11 décembre : le premier GP d’Aix-en-Provence revient à Anatoli Karpov qui bat en finale Andrei Istratescu
- 15/23 décembre : le tournoi de grands maîtres du NAO Chess Club est partagé entre Maxime Vachier-Lagrave et Alberto David 6/9
- 18/23 décembre : un tournoi par équipe sur internet réunit 4 nations :

1. Chine 14 points
2. France 13 points
3. Russie 13 points
4. Arménie 8 points

- 26/30 décembre : le tournoi de Nice – victoire de Vladimir Epishin et Joseph Sanchez

## Matchs amicaux
- avril : en match, Étienne Bacrot bat Ivan Sokolov 3,5-2,5

## Championnats continentaux et nationaux individuels

### Championnats continentaux individuels
| Compétition                              | Champion mixte | Championne |
| ---------------------------------------- | -------------- | ---------- |
| Championnat d'Afrique d'échecs           |                |            |
| Championnat d'Asie d'échecs              |                |            |
| Championnat d'Amérique d'échecs          |                |            |
| Championnat d'Europe d'échecs individuel |                |            |
| Championnat d'Océanie d'échecs           |                |            |

### Championnats nationaux individuels
- Andorre : Josep Oms[2]
- Argentine : Ariel Sorin remporte le championnat[3],[4]. Chez les femmes, Liliana Burijovich s’impose.
- Australie (Le championnat se joue tous les deux ans) : Gary Lane[5]
- Autriche : Nikolaus Stanec[6] remporte le championnat. Chez les femmes, Carolina Luján[7] s’impose.
- Belgique : Bart Michiels remporte le championnat[8]. Chez les femmes, Heidi Vints s’impose.
- Botswana : Providence Oatlhotse[9]
- Brésil: Rafael Leitão remporte le championnat[10]. Chez les femmes, c’est Suzana Chang qui s’impose.
- Canada : Pascal Charbonneau remporte le championnat[11]. Chez les femmes, Dinara Khaziyeva s’impose[12].
- Chine :  Bu Xiangzhi remporte le championnat[13]. Chez les femmes, Qin Kanying s’impose.
- Cuba : Lázaro Bruzón[14]
- Écosse : Jonathan Rowson remporte le championnat[15].
- Espagne : Miguel Illescas remporte le championnat[16]. Chez les femmes, c’est Mónica Calzetta qui s’impose[17].
- Estonie : Meelis Kanep[18]
- États-Unis : Hikaru Nakamura remporte le championnat[19]. Chez les femmes, Jennifer Shahade s’impose[20].
- Finlande: Heikki Lehtinen remporte le championnat[21].
- France : Joël Lautier remporte le championnat [22],[23]. Chez les femmes, Almira Skripchenko s’impose[24].
- Royaume-Uni de Grande Bretagne : Chez les femmes, Ketevan Arakhamia-Grant[25]
- Inde : Surya Ganguly[26]
- Jamaïque : Warren Elliott[27]
- Grèce : Hristos Banikas[28]
- Honduras : José Antonio Guillén[29]

- Iran[Note 1] : Ehsan Ghaem Maghami remporte le championnat[30].
- Islande : Hannes Hlífar Stefánsson[31]
- Japon: Ryo Shiomi et Kiyotaka Sakai   remportent le championnat[32].

- Kazakhstan : Darmen Sadvakassov remporte le championnat[33].
- Lettonie : Edvīns Ķeņģis[34]

- Namibie : Pas d'édition [35]
- Panama : Jorge Luis Arosemena[36] Chez les femmes : Bethania Arosemena[36]
- Pakistan : Tanveer Gillani[37]

- Pays-Bas : Loek van Wely remporte le championnat [38]. Chez les femmes, c’est Zhaoqin Peng[39] qui s’impose.
- Pérou : Carlomagno Oblitas Guerrero[40]
- Pologne : Bartomiej Macieja[41] remporte le championnat.
- Portugal : Chez les femmes, Catarina Leite[42]

- Roumanie: Alin Berescu[43]Chez, les femmes, Corina-Isabela Peptan remporte le championnat[44]
- Royaume-Uni[Note 2] : Jonathan Rowson remporte le championnat[45].
- Russie : Garri Kasparov remporte le championnat[46],[47]. Chez les femmes, Tatiana Kosintseva[48] .
- Serbie-et-Monténégro  ou Serbie?: Pas de championnat[49] ou Dragan Kosic[50]. Chez les femmes, non plus.
- Suisse : Joseph Gallagher remporte le championnat [51]. Chez les dames, c’est Tatjana Lematschko qui s’impose[52].
- Tchéquie : David Navara[53]
- Ukraine : Andriï Volokitine remporte le championnat[54],[55]. Chez les femmes, Olga Alexandrova s’impose[56].
- Uruguay : Bernardo Roselli[57]
- Viêt Nam : Dao Thien Hai remporte le championnat[58].
- Zambie : Daniel Jere remporte le championnat[59].

## Évolution des classements mondiaux en 2004
Les joueurs d'échecs ont un classement Elo mis à jour chaque mois par la FIDE en fonction de leurs résultats sportifs, et chaque partie jouée rapporte ou retire des points Elo aux joueurs. Au cours de l'année 2004, plusieurs progressions au classement Elo sont remarquées.

### Classement mixte
| Rang 2005 | Nom                  | Né en | Fédération | Elo 2005 | Rang 2004 | Elo 2004 | Évolution     |
| --------- | -------------------- | ----- | ---------- | -------- | --------- | -------- | ------------- |
| 1         | Garry Kasparov       | 1963  | Russie     | 2 804    | 1         | 2 831    | 27            |
| 2         | Viswanathan Anand    | 1969  | Inde       | 2 786    | 3         | 2 766    | 20            |
| 3         | Veselin Topalov      | 1975  | Bulgarie   | 2 757    | 6         | 2 735    | 22            |
| 4         | Vladimir Kramnik     | 1975  | Russie     | 2 754    | 2         | 2 777    | 23            |
| 5         | Peter Leko           | 1979  | Hongrie    | 2 749    | 10        | 2 722    | 27            |
| 6         | Alexander Morozevich | 1977  | Russie     | 2 741    | 7         | 2 732    | en stagnation |
| 7         | Michael Adams        | 1971  | Angleterre | 2 741    | 11        | 2 720    | 21            |
| 8         | Peter Svidler        | 1976  | Russie     | 2 735    | 4         | 2 747    | 12            |
| 9         | Étienne Bacrot       | 1983  | France     | 2 715    | 32        | 2 664    | 51            |
| 10        | Alexei Shirov        | 1972  | Espagne    | 2 713    | 5         | 2 736    | 23            |

### Classement femmes
| Rang 2005 | Nom                  | Né en | Fédération | Elo 2005 | Rang 2004 | Elo 2004 | Évolution     |
| --------- | -------------------- | ----- | ---------- | -------- | --------- | -------- | ------------- |
| 1         | Susan Polgar         | 1969  | États-Unis | 2 577    | —         | —        | —             |
| 2         | Xie Jun              | 1970  | Chine      | 2 573    | 2         | 2 564    | en stagnation |
| 3         | Humpy Koneru         | 1987  | Inde       | 2 512    | 6         | 2 498    | 14            |
| 4         | Maia Tchibourdanidzé | 1961  | Géorgie    | 2 509    | 5         | 2 502    | en stagnation |
| 5         | Zhao Xue             | 1985  | Chine      | 2 502    | 19        | 2 452    | 50            |
| 6         | Zhu Chen             | 1976  | Chine      | 2 494    | 8         | 2 490    | en stagnation |
| 7         | Antoaneta Stefanova  | 1979  | Bulgarie   | 2 491    | 11        | 2 478    | 13            |
| 8         | Alexandra Kosteniuk  | 1984  | Russie     | 2 490    | 13        | 2 469    | 21            |
| 9         | Xu Yuhua             | 1976  | Chine      | 2 487    | 9         | 2 489    | en stagnation |
| 10        | Pia Cramling         | 1963  | Suède      | 2 481    | 10        | 2 488    | en stagnation |

- À la suite de l'annulation de son passeport par les États-Unis, l'ancien champion du monde Bobby Fischer est arrêté et détenu neuf mois au Japon. Il demande l'asile politique à l'Islande.

## Nécrologie
- En 2004 : Alexander Malevinsky (en), Yuri Nikolaevsky (en)
- 10 janvier : Hugh MacGrillen (en)
- 29 janvier : Stojan Puc
- 8 février : Birna Norðdahl (en)
- 12 février : Albert Sandrin Jr. (en)
- 11 mars : Guðmundur Pálmason
- 17 mars : Merete Haahr (en)
- 18 mars : József Pogáts (en)
- 7 avril : Jean-Claude Loubatière[64], président de la fédération française des échecs.
- 30 avril : Kazimierz Plater (en)
- 25 mai : Antonia Ivanova
- En juin : Yaacov Bleiman (en)
- 11 juillet : Haije Kramer
- 3 août : Bryon Nickoloff (en)
- 18 août : Thrainn Sigurdsson (en)
- 22 août : Konstantin Asseïev à 43 ans
- 10 septembre : Olavi Katajisto (en)
- 16 septembre : Axel Nielsen (en)
- 18 septembre : Michael Valvo (en)
- 24 octobre : Maaja Ranniku
- 28 décembre : Charles Bent (en)